# Шернваль, Канут Генрихович
Канут Генрихович Шернваль (Кнут Адольф Шернвалл, Шерваль; 8 сентября 1819, Мянтсяля, Нюландско-Тавастгусская губерния — 17 апреля 1899, Гельсингфорс) — известный строитель железных дорог в России, барон, камергер, гофмейстер, тайный советник.

## Биография
Окончив Финский кадетский корпус в Хамине, поступил в Инженерный институт в Петербурге. Проявил себя незаурядным инженером на строительстве железной дороги Петербург — Москва.
По возвращении на малую родину, принял активное участие в проекте железной дороги между Петербургом и Хельсинки. В интересах развития финской торговли поддержал идею строительства железной дороги с широкой колеёй, чтобы поезда из Москвы и Петербурга, идущие в Финляндию, не простаивали.
В 1867 году назначен главным инженером строящейся дороги, движение по которой было открыто в 1870 году и дало толчок быстрому росту финляндской экономики на окраине империи. Затем занимал в Петербурге должности начальника Российского управления железных дорог (4.11.1871 — 27.1.1877), Председателя Управления казенных железных дорог (19.2.1881 — 5.7.1885)
и Главного инспектора российских железных дорог.
В период с 1881 года по 1884 год председатель Временнаго управления по постройке Криворогской и Баскунчаковской железной дороги.
В 1888 году был вместе с царской семьёй во время известной железнодорожной катастрофы в Борках, где был серьезно ранен.

По происхождению барон Шерваль был финн; он был почтенным человеком, очень благодушным, с известною финляндскою тупостью, и среднего калибра инженером.— Витте С. Ю. 1849—1894: Детство. Царствования Александра II и Александра III, глава 10 // Воспоминания. — М.: Соцэкгиз, 1960. — Т. 1. — С. 198. — 75 000 экз.

## Семья
Жена — София Тереза Купфер (1839, Москва — 1920, Хельсинки), дочь московского банкира Людвига Купфера. Их дети:
- Анна Ловиса (25.10.1857-7.02.1930)
- Юлия София (24.11.1854-24.11.1861)
- Мария (21.6.1860-5.3.1941),
- Лилли Тереза (23.09.1861-16.01.1941),
- Хенрик Людвиг Альфред[фин.] (19.6.1863-4.5.1941)
- Кнут Адольф (6.11.1865-11.10.1908).